# Xorides rudis
Xorides rudis là một loài tò vò trong họ Ichneumonidae.